# Liv Tyler
Pour les articles homonymes, voir Tyler.
Liv Rundgren, dite Liv Tyler (/liv ˈtaɪlɚ/), née le 1er juillet 1977 à New York, État de New York (États-Unis) est une actrice et mannequin américaine.
Elle est la fille de Steven Tyler, chanteur d'Aerosmith, et de Bebe Buell, mannequin des années 1970. Elle a été mannequin dans son adolescence.
Elle se fait connaître à 18 ans grâce au film Beauté volée, dans lequel elle joue le rôle de Lucy Harmon. Elle est aussi connue pour le rôle d'Arwen dans la trilogie du Seigneur des anneaux.

## Biographie

### Enfance
Liv Tyler naît Liv Rundgren au Mount Sinai Hospital. Elle est la fille du chanteur Steven Tyler (leader du groupe de rock Aerosmith) et de Bebe Buell, une mannequin des années 1970. Sa mère la prénomme Liv après avoir vu l'actrice Liv Ullmann en couverture du TV Guide du 5 mars 1977. Elle est d'ascendance italienne, allemande, polonaise, russe et anglaise par son père.[réf. nécessaire]
À sa naissance, sa mère affirme que son compagnon, la rock star Todd Rundgren, est le père biologique de Liv, car Steven, le véritable père de Liv, est incapable de l'élever en raison de ses problèmes de drogue,.
Mais Bebe se sépare de Todd, bien que ce dernier continue à soutenir Liv comme un père,. La jeune fille et sa mère déménagent à Portland, dans le Maine, où elles vivent avec sa tante Annie et sa grand-mère Dorothea Johnson en Virginie.
Elle ne découvre la vérité sur ses origines qu'à l'âge de 9 ans en remarquant son extrême ressemblance avec Mia Tyler, la fille de Steven Tyler,,. Quand elle parle à sa mère de la similitude, cette dernière lui dit la vérité, qui n'est publiquement révélée qu'en 1991, lorsqu'elle change son nom de Liv Rundgren en Liv Tyler,. Aujourd'hui, selon ses propres dires, elle considère Todd Rundgren et Steven Tyler à égalité comme ses deux pères.
Après avoir fréquenté la Brekwater School et la Waynflete School, à Portland (Maine),, elle revient à New York avec sa mère à 12 ans,.
Elle poursuit sa scolarité au York Preparatory School à New York, au secondaire, à la suite des recherches effectuées par sa mère pour trouver l'école susceptible d'accueillir le TDAH de Liv.
Elle est diplômée en 1995 mais arrête ses études pour se consacrer à sa carrière d'actrice, .

### Carrière

#### Années 1990

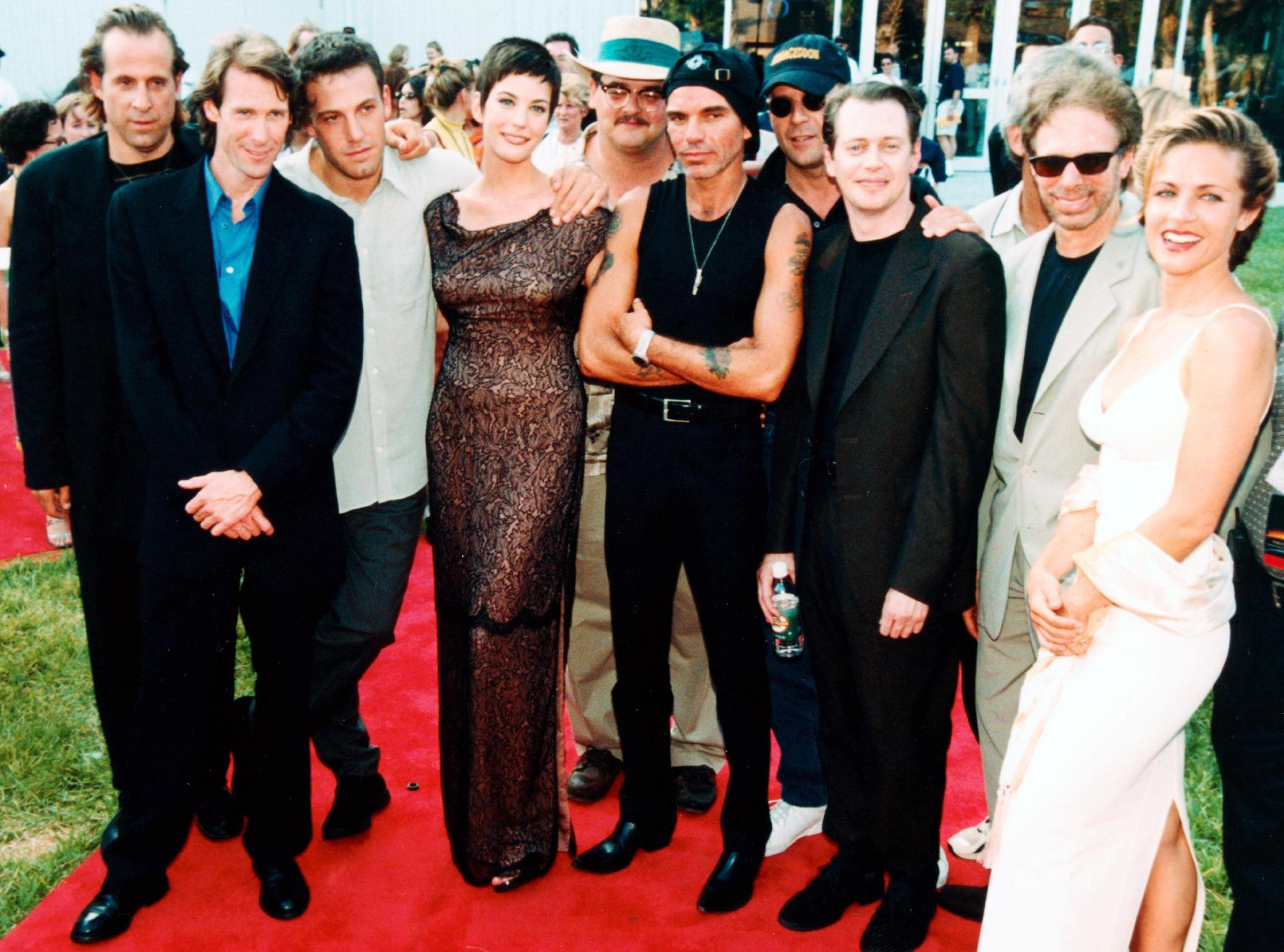
Liv Tyler (quatrième en partant de la gauche) avec l'équipe dArmageddon, lors de la première du film.

Elle commence sa carrière en tant que mannequin grâce à une amie de la famille, Paulina Porizkova. Cela lui vaut de faire les couvertures de grands magazines,, puis elle fait ses premières apparitions dans des publicités télévisées,.
Ensuite, elle apparaît aux côtés d'Alicia Silverstone dans le clip de Crazy, l'un des tubes d'Aerosmith. En 1994, sa carrière cinématographique débute avec Silent Fall de Bruce Beresford, dans lequel elle est la sœur d'un jeune autiste, puis avec Heavy de James Mangold, où elle joue une jeune serveuse naïve.
Elle décide d'arrêter le mannequinat, métier qu'elle a trouvé ennuyeux au bout d'un an, et de devenir actrice ayant pris goût à jouer la comédie, elle qui n'a jamais pris de cours de comédie.
En 1995, après avoir tourné Empire Records d'Allan Moyle, sa carrière s'envole à seulement dix-huit ans après avoir obtenu le premier rôle dans Beauté volée de Bernardo Bertolucci. La jeune actrice fut acclamée pour sa performance et devint l'une des vedettes du Festival de Cannes 1996 où des photos géantes d'elle furent placardées sur des panneaux d'affichage dans toute la ville.
Depuis, avec son statut récent de star, elle a tourné dans des longs-métrages comme le film rétro Les Années rebelles de Pat O'Connor, où elle tourne aux côtés de Jennifer Connelly et de Joaquin Phoenix (1997, année où elle fut élue l'une des 50 plus belles personnes par People), Armageddon, de Michael Bay, où elle incarne la fille de Bruce Willis et la petite amie de Ben Affleck, Cookie's Fortune de Robert Altman, qu'elle retrouvera deux ans plus tard dans Docteur T et les femmes, puis aussi dans Divine mais dangereuse, d'Harald Zwart.

#### Années 2000

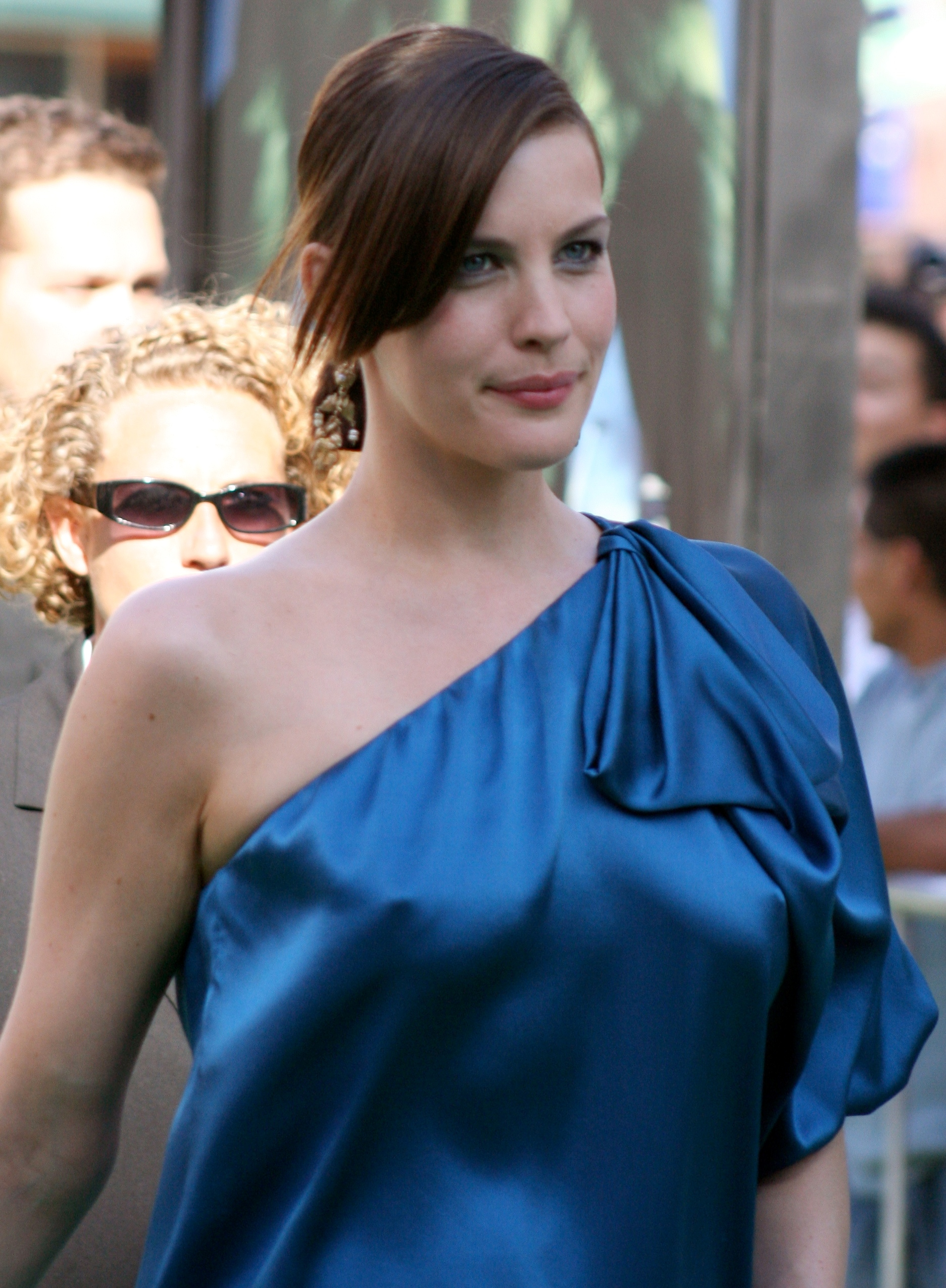
Liv Tyler à la première de L'Incroyable Hulk en juin 2008.

Mais le rôle qui l'impose définitivement est celui d’Arwen, princesse des Elfes, dans la trilogie du Seigneur des anneaux, réalisé par Peter Jackson, dont les trois films sont sortis de 2001 à 2003, qui sont à ce jour les plus grands succès commerciaux de l'actrice.
Après l'énorme engouement du Seigneur des Anneaux, Liv retrouve Ben Affleck dans la comédie dramatique Père et Fille, du réalisateur Kevin Smith, mais ne rencontre que peu de succès, à la fois critique et public. Puis elle tourne pour la production indépendante des films tels que Lonesome Jim, de Steve Buscemi, dans lequel elle prête ses traits à une infirmière mère célibataire, ainsi que le drame À Cœur ouvert, dans lequel elle incarne une psychiatre perspicace qui tente d'aider un dentiste (Adam Sandler) à surmonter la perte de sa famille dans les attentats du 11 septembre 2001.
En 2008, après deux ans d'absence, Liv revient sur les écrans dans le film The Strangers, un thriller horrifique, dont  l'interprétation lui vaudra un Scream Award dans la catégorie Meilleure Actrice et une nomination aux Teen Choice Awards. Le film est également un succès commercial malgré des critiques mitigées. Puis est à l'affiche du blockbuster Marvel L'Incroyable Hulk, réalisé par le Français Louis Leterrier (sortie en France fin juillet 2008), où elle prend la relève de Jennifer Connelly dans le rôle de Betty Ross. Le film ne convainc pas suffisamment commercialement pour générer la mise en chantier d'une suite.

#### Années 2010

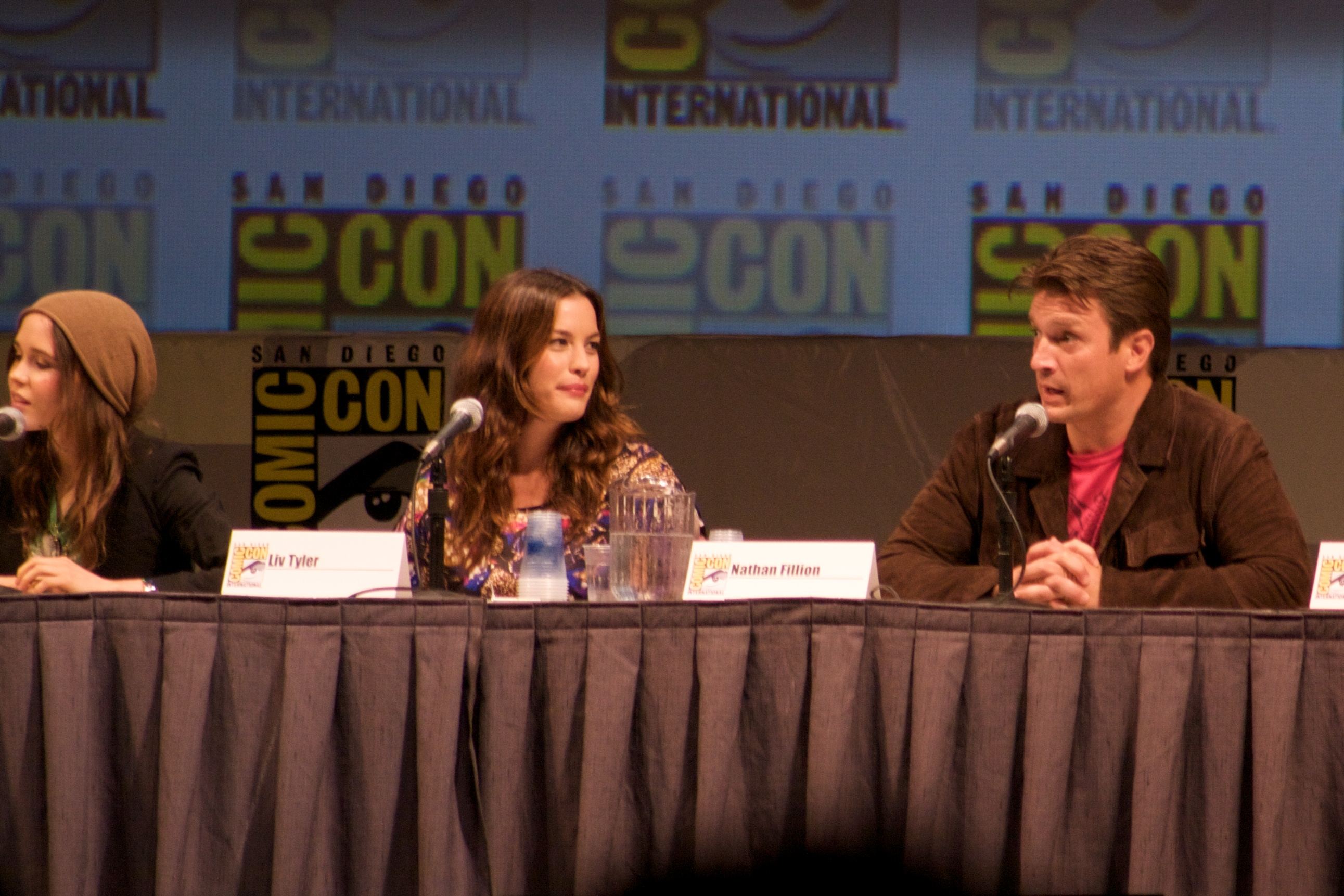
Avec Elliot Page et Nathan Fillion au Comic-Con de San Diego pour la promotion de Super (juillet 2010).

Elle se fait bien plus discrète sur grand écran durant cette décennie.
En 2010, elle se contente de faire partie de la distribution de la satire indépendante Super, second long-métrage de James Gunn, aux côtés de Rainn Wilson et Elliot Page. Ce film indépendant, qui revisite avec humour noir et violence le thème des super-héros, déçoit commercialement et divise la critique. La même année, elle pose dans la nouvelle collection printemps/été de G-Star.
En 2011, elle poursuit dans cette veine indépendante en tenant le premier rôle féminin du drame The Ledge, écrit et réalisé par Matthew Chapman. Elle y évolue aux côtés d'un quatuor masculin formé par Terrence Howard, Patrick Wilson, Cristopher Gorham et Charlie Hunnam. Et en 2012, elle fait partie du casting haut de gamme réuni par Jake Schreier pour la comédie de science-fiction Robot and Frank.
L'année 2014 lui permet de rester dans la fiction de genre : elle défend en début d'année le drame horrifique indépendant Jamie Marks Is Dead, puis apparait en septembre la comédie noire de science-fiction Space Station 76, de Jack Plotnick. Elle fait surtout partie du casting de la série télévisée d'HBO The Leftovers. Le programme, acclamé par la critique, est renouvelé pour une seconde saison. Mais en raison d'audiences faibles, une troisième et dernière saison est commandée en guise de conclusion.

### Autres activités

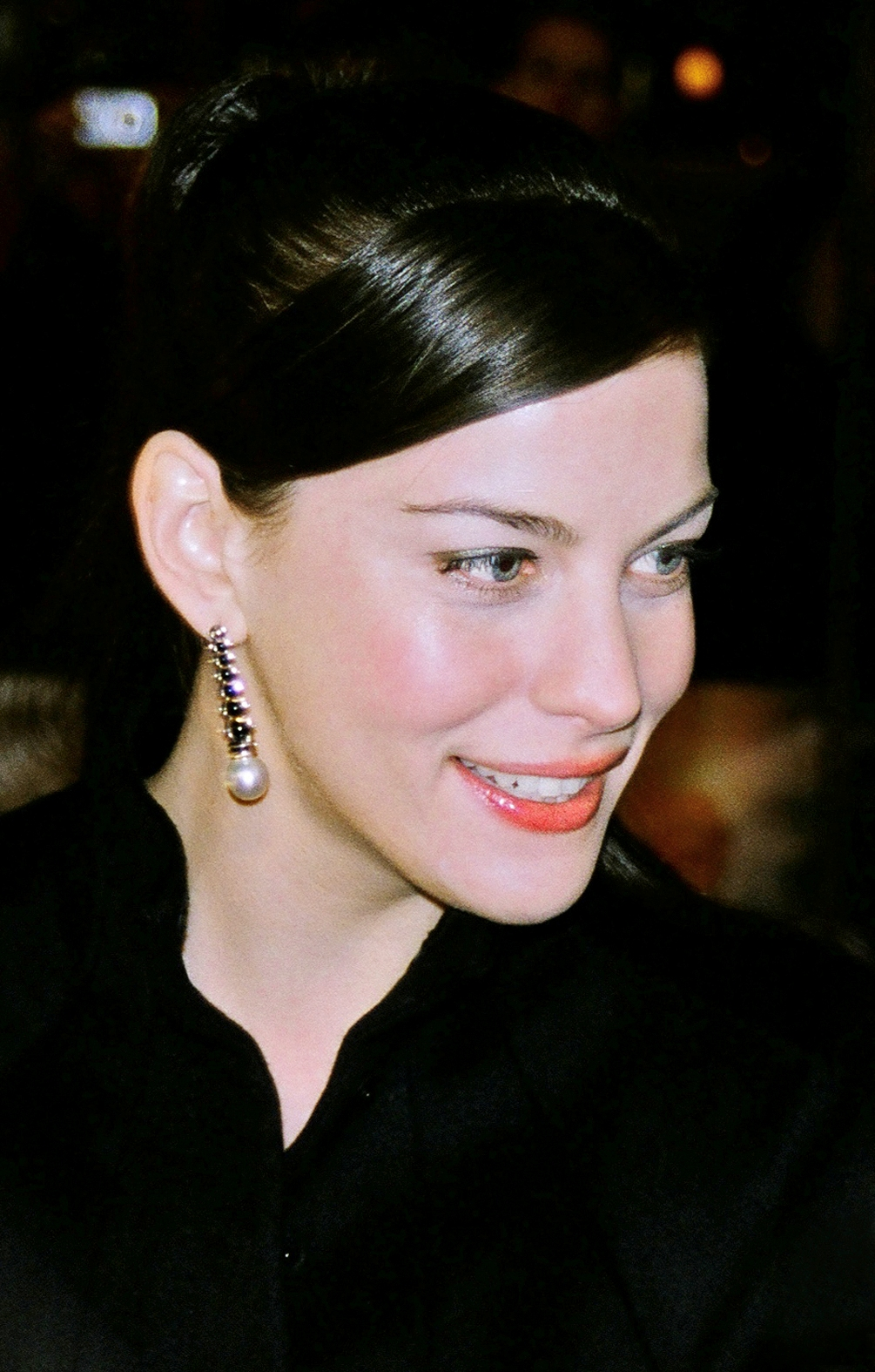
L'actrice est l'égérie de Givenchy depuis 2003, année de la sortie du Retour du Roi.

Depuis 2003, elle est l'égérie de la célèbre maison française de parfums Givenchy et notamment du parfum Very Irresistible.
On découvre ses talents de chanteuse sur la réédition 2017 du disque d'Evan Dando dans lequel elle interprète le titre Shots is Fired.
En 2007, elle devient également l'égérie de la marque danoise de Bijoux et Accessoires Pilgrim.
Le 5 décembre 2012, l'actrice participe à la collecte de dons et participe à une soirée de bienfaisance nommée « Change Begins Within: An Historic Night of Jazz » (Le changement commence de l'intérieur : une nuit historique du Jazz) organisée par la Fondation David Lynch afin d'apporter la méditation transcendantale aux personnes les plus défavorisées, et aux jeunes filles et aux femmes victimes de violences.

### Vie privée

#### Vie sentimentale
En 1998, elle a mis un terme à sa relation avec l'acteur Joaquin Phoenix, avec lequel elle a tourné Les Années rebelles en 1997, qu'elle fréquentait depuis octobre 1995.
En août 1998, elle a commencé à fréquenter le musicien britannique Royston Langdon avec qui elle se marie en 2003 avant d'en divorcer en 2008.
À partir de 2014, Liv confirme sa relation avec David Gardner. En décembre 2014, elle officialise leurs fiançailles. Elle a deux fils de ses deux derniers compagnons, Milo, né en 2004, et Sailor Gene, né en 2015. Elle a aussi un beau-fils nommé Grey, fils de David Gardner. En janvier 2016, elle confirme attendre son troisième enfant après avoir accouché seulement 10 mois auparavant. Le 8 juillet 2016, elle donne naissance à une petite fille nommée Lula Rose Gardner.

#### Santé
Elle est atteinte d'un trouble du déficit de l'attention avec hyperactivité, diagnostiqué depuis l'enfance,. En plus de son traitement, elle dit pratiquer la méditation transcendantale et que cela a un effet bénéfique dans la gestion de ses symptômes. Elle est aussi dyslexique,.

## Filmographie

### Cinéma
- 1994 : Silent Fall de Bruce Beresford : Sylvie Warden
- 1995 : Heavy de James Mangold : Callie
- 1995 : Empire Records de Allan Moyle : Corey Mason
- 1996 : Beauté volée (Stealing Beauty) de Bernardo Bertolucci : Lucy Harmon
- 1996 : That Thing You Do! de Tom Hanks : Faye Dolan
- 1997 : Les Années rebelles (Inventing the Abbotts) de Pat O'Connor : Pamela Abbott
- 1997 : U-Turn de Oliver Stone : la fille à l'arrêt de bus (caméo)
- 1998 : Armageddon de Michael Bay : Grace Stamper
- 1999 : Guns 1748 (Plunkett & Macleane) de Jake Scott : Lady Rebecca Gibson
- 1999 : Cookie's Fortune de Robert Altman : Emma Duvall
- 1999 : Onegin de Martha Fiennes : Tatyana Larina
- 2000 : Docteur T et les femmes (Dr. T and the Women) de Robert Altman : Marilyn
- 2001 : Divine mais dangereuse (One Night At McCool's) de Harald Zwart : Jewel Valentine
- 2001 : Le Seigneur des anneaux : La Communauté de l'anneau (The Fellowship of the Ring) de Peter Jackson : Arwen
- 2002 : Le Seigneur des anneaux : Les Deux Tours (The Two Towers) de Peter Jackson : Arwen
- 2003 : Le Seigneur des anneaux : Le Retour du roi (The Return of the King) de Peter Jackson : Arwen
- 2004 : Père et Fille (Jersey Girl) de Kevin Smith : Maya Harding
- 2005 : Lonesome Jim de Steve Buscemi : Anika
- 2007 : À cœur ouvert (Reign over me) de Mike Binder : Angela Oakhurst
- 2007 : Smother de Vince Di Meglio : Clare Cooper
- 2008 : The Strangers de Bryan Bertino : Kristen McKay
- 2008 : L'Incroyable Hulk (The Incredible Hulk) de Louis Leterrier : Elizabeth « Betty » Ross
- 2010 : Super de James Gunn : Sarah Helgeland
- 2011 : Au bord du gouffre (The Ledge) de Matthew Chapman : Shana
- 2012 : Robot and Frank de Jake Schreier : Madison
- 2014 : Jamie Marks Is Dead de Carter Smith : Linda
- 2014 : Space Station 76 de Jack Plotnick : la capitaine adjointe
- 2018 : Wildling de Fritz Böhm : Ellen Cooper
- 2019 : Ad Astra de James Gray : Eve
- 2025 : Captain America: Brave New World de Julius Onah : Elizabeth « Betty » Ross

### Télévision
- 2014 - 2017 : The Leftovers : Meg Abbott
- 2017 : Gunpowder : Anne Vaux
- 2018 - 2019 : Les Filles de joie (Harlots) : Lady Isabella Fitzwilliam
- 2020 : 9-1-1: Lone Star : Michelle Blake

### Jeux vidéo
- 2008 : The Incredible Hulk : Betty Ross (voix)

### Clips
- 1995 : Aerosmith : Crazy

## Distinctions

### Récompenses
- 1999 : The Stinkers Bad Movie Awards du pire couple à l'écran partagé avec Ben Affleck pour Armageddon
- 1999 : MTV Movie Awards du meilleur duo à l'écran partagé avec Ben Affleck pour Armageddon
- 1999 : MTV Movie Awards de la meilleure performance féminine pour Armageddon
- 1999 : Russian Guild of Film Critics de la meilleure actrice étrangère pour Onegin
- 2001 : Awards Circuit Community Awards de la meilleure distribution pour Le Seigneur des anneaux : La Communauté de l'anneau partagé avec Viggo Mortensen, Sean Bean, Cate Blanchett, Orlando Bloom, Billy Boyd, Ian Holm, Christopher Lee, Ian McKellen, Dominic Monaghan, John Rhys-Davies, Andy Serkis, Sean Astin, Hugo Weaving et Elijah Wood.
- 2002 : Phoenix Film Critics Society de la meilleure distribution pour Le Seigneur des anneaux : La Communauté de l'anneau partagé avec Viggo Mortensen, Sean Bean, Cate Blanchett, Orlando Bloom, Billy Boyd, Ian Holm, Christopher Lee, Ian McKellen, Dominic Monaghan, John Rhys-Davies, Andy Serkis, Sean Astin, Hugo Weaving et Elijah Wood.
- 2003 : Awards Circuit Community Awards de la meilleure distribution pour Le Seigneur des anneaux : Le Retour du roi partagé avec Viggo Mortensen, Sean Bean, Cate Blanchett, Orlando Bloom, Billy Boyd, Brad Dourif, Bernard Hill, Ian Holm, Ian McKellen, Dominic Monaghan, John Noble, Miranda Otto, John Rhys-Davies, Andy Serkis, Sean Astin, Karl Urban, Hugo Weaving, David Wenham et Elijah Wood.
- 2003 : Bravo Otto de la meilleure actrice pour Le Seigneur des anneaux : Le Retour du roi
- 2003 : National Board of Review Awards de la meilleure distribution pour Le Seigneur des anneaux : Le Retour du roi partagé avec Viggo Mortensen, Sean Bean, Cate Blanchett, Orlando Bloom, Billy Boyd, Brad Dourif, Bernard Hill, Ian Holm, Ian McKellen, Dominic Monaghan, John Noble, Miranda Otto, John Rhys-Davies, Andy Serkis, Sean Astin, Karl Urban, Hugo Weaving, David Wenham et Elijah Wood.
- 2003 : Online Film Critics Society Awards de la meilleure distribution pour Le Seigneur des anneaux : Le Retour du roi partagé avec Viggo Mortensen, Sean Bean, Cate Blanchett, Orlando Bloom, Billy Boyd, Brad Dourif, Bernard Hill, Ian Holm, Ian McKellen, Dominic Monaghan, John Noble, Miranda Otto, John Rhys-Davies, Andy Serkis, Sean Astin, Karl Urban, Hugo Weaving, David Wenham et Elijah Wood.
- 2003 : Phoenix Film Critics Society Awards de la meilleure distribution pour Le Seigneur des anneaux : Le Retour du roi partagé avec Viggo Mortensen, Sean Bean, Cate Blanchett, Orlando Bloom, Billy Boyd, Brad Dourif, Bernard Hill, Ian Holm, Ian McKellen, Dominic Monaghan, John Noble, Miranda Otto, John Rhys-Davies, Andy Serkis, Sean Astin, Karl Urban, Hugo Weaving, David Wenham et Elijah Wood.
- 2003 : Utah Film Critics Association Awards de la meilleure actrice dans un second rôle  pour Le Seigneur des anneaux : Le Retour du roi
- 2003 : Visual Effects Society de la meilleure performance pour un acteur pour Le Seigneur des anneaux : Les Deux Tours partagé avec Elijah Wood et Andy Serkis.
- Critics' Choice Movie Awards 2004 : Meilleure distribution pour Le Seigneur des anneaux : Le Retour du roi partagé avec Viggo Mortensen, Sean Bean, Cate Blanchett, Orlando Bloom, Billy Boyd, Brad Dourif, Bernard Hill, Ian Holm, Ian McKellen, Dominic Monaghan, John Noble, Miranda Otto, John Rhys-Davies, Andy Serkis, Sean Astin, Karl Urban, Hugo Weaving, David Wenham et Elijah Wood.
- 2004 : Gold Derby Film Awards de la meilleure distribution pour Le Seigneur des anneaux : Le Retour du roi partagé avec Viggo Mortensen, Sean Bean, Cate Blanchett, Orlando Bloom, Billy Boyd, Brad Dourif, Bernard Hill, Ian Holm, Ian McKellen, Dominic Monaghan, John Noble, Miranda Otto, John Rhys-Davies, Andy Serkis, Sean Astin, Karl Urban, Hugo Weaving, David Wenham et Elijah Wood.
- Screen Actors Guild Award 2004 : Meilleure distribution pour Le Seigneur des anneaux : Le Retour du roi (2003) partagé avec Viggo Mortensen, Sean Bean, Cate Blanchett, Orlando Bloom, Billy Boyd, Brad Dourif, Bernard Hill, Ian Holm, Ian McKellen, Dominic Monaghan, John Noble, Miranda Otto, John Rhys-Davies, Andy Serkis, Sean Astin, Karl Urban, Hugo Weaving, David Wenham et Elijah Wood.
- 2008 : Scream Awards de la meilleure actrice étrangère pour The Strangers

### Nominations
- 2001 : Teen Choice Awards de la meilleure actrice pour Le Seigneur des anneaux : La Communauté de l'anneau
- 2002 : Awards Circuit Community Awards de la meilleure distribution pour Le Seigneur des anneaux : La Communauté de l'anneau partagé avec Viggo Mortensen, Cate Blanchett, Orlando Bloom, Billy Boyd, Brad Dourif, Bernard Hill, Christopher Lee, Ian McKellen, Dominic Monaghan, Miranda Otto, John Rhys-Davies, Andy Serkis, Sean Astin, Hugo Weaving, David Wenham et Elijah Wood.
- 2002 : Bravo Otto de la meilleure actrice pour Le Seigneur des anneaux : La Communauté de l'anneau
- Screen Actors Guild Award 2002 : Meilleure distribution pour Le Seigneur des anneaux : La Communauté de l'anneau partagé avec Viggo Mortensen, Sean Bean, Cate Blanchett, Orlando Bloom, Billy Boyd, Ian Holm, Christopher Lee, Ian McKellen, Dominic Monaghan, John Rhys-Davies, Andy Serkis, Sean Astin, Hugo Weaving et Elijah Wood.
- 2002 : Teen Choice Awards de la meilleure actrice pour Le Seigneur des anneaux : La Communauté de l'anneau
- 2003 : DVD Exclusive Awards du meilleur commentaire audio pour Le Seigneur des anneaux : Les Deux Tours partagé avec Elijah Wood, John Rhys-Davies, Billy Boyd, Dominic Monaghan, Orlando Bloom, Christopher Lee, Sean Bean, Bernard Hill, Miranda Otto, David Wenham, Brad Dourif, Karl Urban, John Noble, Craig Parker et Andy Serkis.
- 2003 : Gold Derby Film Awards de la meilleure distribution pour Le Seigneur des anneaux : Les Deux Tours partagé avec Viggo Mortensen, Cate Blanchett, Orlando Bloom, Billy Boyd, Bernard Hill, Christopher Lee, Ian McKellen, Dominic Monaghan, Miranda Otto, John Rhys-Davies, Andy Serkis, Sean Astin, Karl Urban, Hugo Weaving, David Wenham et Elijah Wood.
- Screen Actors Guild Awards 2003 : Meilleure distribution pour Le Seigneur des anneaux : Les Deux Tours  partagé avec Viggo Mortensen, Cate Blanchett, Orlando Bloom, Billy Boyd, Brad Dourif, Bernard Hill, Christopher Lee, Ian McKellen, Dominic Monaghan, Miranda Otto, John Rhys-Davies, Andy Serkis, Sean Astin, Hugo Weaving, David Wenham et Elijah Wood.

## Voix françaises
En version française, Liv Tyler est d'abord doublée par Nathalie Spitzer dans That Thing You Do!, Véronique Soufflet dans Les Années rebelles, Marie Diot dans Onegin et, à trois reprises, par Virginie Méry dans Empire Records, Armageddon et Guns 1748.
À partir de 2001 et la trilogie Le Seigneur des anneaux, Marie-Laure Dougnac devient la voix régulière de l'actrice et la double notamment sur les films L'Incroyable Hulk et Ad Astra et sur les séries The Leftovers, Gunpowder et 9-1-1: Lone Star. En 2012, elle est remplacée exceptionnellement par Marie Tirmont dans Robot and Frank.
En version québécoise, elle est principalement doublée par Isabelle Leyrolles, sur quatre films.
En France
- Marie-Laure Dougnac dans la trilogie Le Seigneur des anneaux[37], L'Incroyable Hulk[37], The Leftovers (série télévisée)[37], Gunpowder (mini-série télévisée)[37], 9-1-1: Lone Star (série télévisée)[37], etc.